# Amphiglossa
- Commons
- Wikispecies

Amphiglossa DC. é um género botânico pertencente à família Asteraceae.

## Espécies
- Amphiglossa alopecuroides
- Amphiglossa callunoides
- Amphiglossa celans
- Amphiglossa corrudaefolia
- «Lista completa»